# 阿基里斯29
阿基里斯29（荷蘭語：Achilles '29），荷蘭職業足球會，現時於荷丙作賽。
他們於2012/13球季從荷丙升班，在首季只排包尾，但他们在16/17球季表现差劲，最终夺包尾而降回荷丙。

## 外部連結
- JupilerLeague.nl – official 荷乙官網 （荷兰文）
- KNVB.nl （页面存档备份，存于） – 官網KNVB （荷兰文） / （英文）
- League321.com （页面存档备份，存于） – Dutch 足球聯賽 tables, records & statistics database （英文）